# Igrzyska Wspólnoty Narodów 2014
Igrzyska Wspólnoty Brytyjskiej 2014 – dwudzieste Igrzyska Wspólnoty Narodów, które odbyły się w Glasgow. Zadecydowano o tym 9 listopada 2007 roku w stolicy Sri Lanki, Kolombo.
Queen’s Baton Relay wyruszyła z Buckingham Palace 9 października 2013 roku.

## Kandydatury
Na początku o kandydaturę walczyło 12 miast, z czego 9 zostało odrzuconych. Miasta, które starały się o kandydaturę to:
- Adelaide, Australia
- Auckland, Nowa Zelandia
- Birmingham, Anglia
- Cardiff, Walia
- Hamilton, Nowa Zelandia
- Johannesburg, RPA
- Kapsztad, RPA
- Sheffield, Anglia
- Singapur, Singapur

Miasta, które przeszły pierwszą selekcję:
- Abudża, Nigeria (nigdy nie organizowała Igrzysk Wspólnoty Narodów)
- Glasgow, Szkocja (organizowało Igrzyska Wspólnoty Narodów w 1970 i 1986 roku)
- Halifax, Kanada (nigdy nie organizowało Igrzysk Wspólnoty Narodów)

## Symbole igrzysk

### Maskotka
Oficjalną maskotką XX Igrzysk jest Clyde, ludzik, który w swym wyglądzie nawiązuje do rośliny (kwiatu) symbolizującej Szkocję – popłoch zwyczajny (Thistle), często mylonej w Polsce z ostem. Imię Clyde wywodzi się zaś od rzeki przepływającej przez Glasgow. Autorką zwycięskiego projektu, wybranego spośród ponad czterech tysięcy propozycji, była dwunastoletnia Beth Gilmour z Cumbernauld.

## Reprezentacje

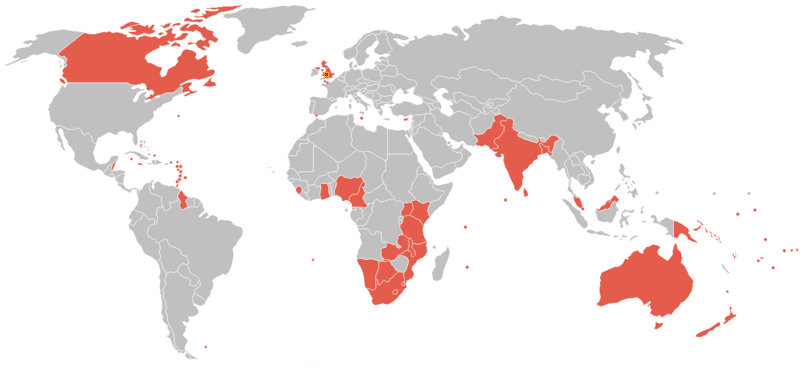
Kraje zakwalifikowane do XX Igrzysk Wspólnoty Narodów

| - Anglia (416) - Anguilla (12) - Antigua i Barbuda (20) - Australia (417) - Bahamy (53) - Bangladesz (30) - Barbados (63) - Belize (12) - Botswana (18) - Bermudy (18) - Brytyjskie Wyspy Dziewicze (10) - Brunei (1) - Cypr (51) - Dominika (11) - Falklandy (25) - Fidżi (26) - Ghana (104) - Gibraltar (27) | - Grenada (16) - Guernsey (39) - Gujana (28) - Indie (215) - Irlandia Północna (117) - Jamajka (114) - Jersey (40) - Kajmany (28) - Kamerun (62) - Kanada (265) - Kenia (184) - Kiribati (20) - Lesotho (27) - Malawi (30) - Malezja (180) - Malediwy (25) - Malta (29) - Mauritius (62) | - Montserrat (4) - Mozambik (17) - Namibia (35) - Nauru (10) - Nowa Zelandia (238) - Nigeria (127) - Niue (26) - Norfolk (24) - Pakistan (62) - Papua-Nowa Gwinea (93) - Południowa Afryka (187) - Rwanda (21) - Saint Kitts i Nevis (12) - Saint Lucia (32) - Saint Vincent i Grenadyny (27) - Samoa (41) - Szkocja (310) - Seszele (39) | - Sierra Leone (23) - Singapur (70) - Sri Lanka (103) - Suazi (15) - Tanzania (36) - Tonga (15) - Trynidad i Tobago (127) - Turks i Caicos (9) - Tuvalu (5) - Uganda (62) - Vanuatu (12) - Walia (234) - Wyspa Man (46) - Wyspa Świętej Heleny (10) - Wyspy Cooka (26) - Wyspy Salomona (12) - Zambia (47) |

## Dyscypliny
| - pływanie (szczegóły) - Lekkoatletyka (szczegóły) - Badminton (szczegóły) - Boks (szczegóły) - Kolarstwo (szczegóły) - Gimnastyka (szczegóły) - Hokej na trawie (szczegóły) - Judo (szczegóły) - Kręglarstwo (szczegóły) | - Netball (szczegóły) - Rugby (szczegóły) - Strzelectwo (szczegóły) - Squash (szczegóły) - Tenis stołowy (szczegóły) - Triathlon (szczegóły) - Podnoszenie ciężarów (szczegóły) - Zapasy (szczegóły) |

## Klasyfikacja medalowa
| Klasyfikacja medalowa |                   |       |        |      |       |
| Lp.                   | Państwo           | złoto | srebro | brąz | razem |
| 1.                    | Anglia            | 58    | 59     | 57   | 174   |
| 2.                    | Australia         | 49    | 42     | 46   | 137   |
| 3.                    | Kanada            | 32    | 16     | 34   | 82    |
| 4.                    | Szkocja           | 19    | 15     | 19   | 53    |
| 5.                    | Indie             | 15    | 30     | 19   | 64    |
| 6.                    | Nowa Zelandia     | 14    | 14     | 17   | 45    |
| 7.                    | Południowa Afryka | 13    | 10     | 17   | 40    |
| 8.                    | Nigeria           | 11    | 11     | 14   | 36    |
| 9.                    | Kenia             | 10    | 10     | 5    | 25    |
| 10.                   | Jamajka           | 10    | 4      | 8    | 22    |